# Phenacoccus solani
Phenacoccus solani är en insektsart som beskrevs av Ferris 1918. Phenacoccus solani ingår i släktet Phenacoccus och familjen ullsköldlöss. Inga underarter finns listade i Catalogue of Life.